# 天田優奈
天田 優奈（てんだ ゆうな、1989年8月29日-）は、広島県出身のファッションモデル。特技は製菓。ニュートラルマネジメント （NMT inc.）所属。

## テレビ
- 「東京遊びたガール2011」（広島テレビ）
- 「ぐっとプレゼン」ナビゲーター（広島テレビ）
- 「THE STREET FIGHTERS @Hiroshima」ナビゲーター（広島ホームテレビ）
- 「驚き桃の木ナオキの樹」リポーター（広島ホームテレビ）

## TVCM
- モスバーガー「スパカツバーガー」（CM）
- 小林製薬「のどぬ〜るぬれマスク」（CM）
- P&G「パンテーン」（CM）
- イオン「みんなにイチバンの5日間」（CM）
- ウェルネスジャパン「メディカルシャイン」（CM）
- ほっともっと「めんたい高菜弁当」（CM）
- 任天堂「nintendogs + cats」（CM）
- カゴメ「野菜一日 これ一本」（CM）
- ABCマート（CM）
- グアム政府観光局（CM）
- エステティックTBC（CM）
- HEIWA（CM）
- 静岡銀行（CM）
- 広島銀行（CM）
- ウィルコム（CM）
- グロップ（CM）
- VEGA-T「つれの歌 feat. HYENA」（PV）
- Chicago Poodle「ナツメロ」（PV）
- Amazon.co.jp 「馬とポニー」(CM)

## スチール広告
- マルイ（スチール）
- JR東日本「Suica」（スチール）
- 第一三共ヘルスケア「ミノン アミノモイスト」（スチール）
- クラシエ「ナイーブ」（スチール）
- 無印良品（スチール）
- ESS（スチール）
- 富士フイルム（スチール）
- パナソニック（スチール）
- ゼリア新薬「ビュークリアビタコンタクト」（スチール）
- ダイハツ（スチール）
- アジョックメガネ（スチール）
- 江崎グリコ「ドロリッチ」（スチール）
- NEC（スチール）
- 千趣会（スチール）
- カウネット（スチール）
- シーピーユー（スチール）
- アプロンワールド（スチール）
- フォーク（スチール）
- アスカ化粧品（スチール）
- パンテックワイヤレスジャパン（スチール）

## 雑誌
- 「ゼクシー」（リクルート）
- 「からだにいいこと」（祥伝社）